# 皮爾庫約區
皮爾庫約區（西班牙語：Distrito de Pilcuyo），是秘魯的一個區，位於該國東南部普諾大區的埃爾科廖省，始建於1961年12月11日，面積157平方公里，海拔高度3,836米，2005年人口16,784，人口密度每平方公里110人。

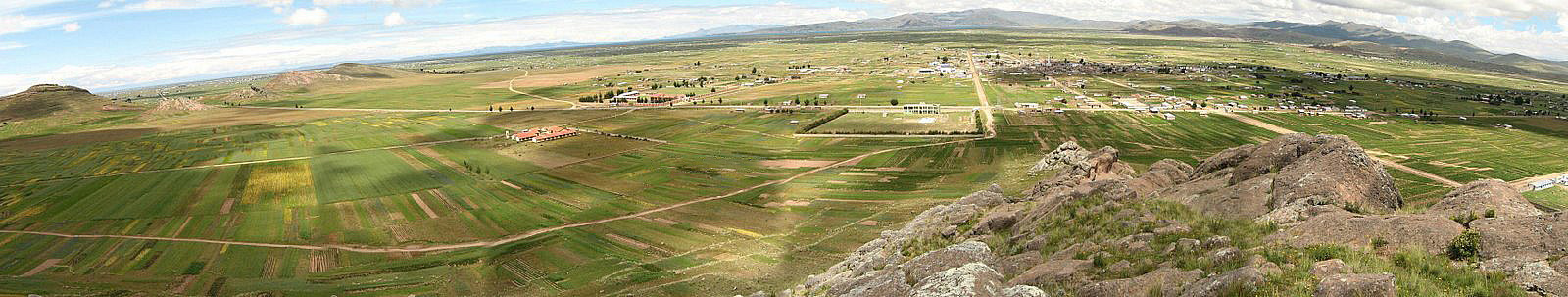